# Autechre
Autechre е музикална група от Англия.
Нейният стил се определя като електронна денс музика. Групата се състои от 2 души – Роб Браун (р. 1971) и Шон Буут (р. 1973) от Рохдейл, Великобритания.
Дуото е сред най-изявените артисти, които работят за лейбъла Warp Records, изестен с това, че работи с най-прогресивните електронни музиканти. Някои журналисти и фенове смятат, че Autechre е образец за IDM (intelligent dance music), макар самите Браун и Буут да не поставят своя звук в който и да било музикален жанр.

## История
Двамата участнции във формацията, основават групата през 1987 година, когато живеят заедно в Рохдейл. Започват своята кариера правейки и разменяйки си микс касети един на друг, но постепенно започват да създават свои собствени композиции, използвайки евтина техника (Casio SK-1 семплър и Roland TR606 дръм-машина). По времето, когато Warp Records издават първите им албуми, те използват най-различни електрони инструменти, придавайки още мощ на своя развиващ се стил.
По повод на произношението на името на групата, Буут и Браун коментират, че всеки може да го произнася както му е удобно, но те самите го изговарят на Рохдейлски акцент като „О-те-кър“ („awe-teh-ker“). Буут обяснява:
„Първите две букви са специално избрани, понеже имаше звук „о“ в една от песните, а останалите бяха произволно натракани по клавиатурата. Имахме такова заглавие на парче от векове, а и го имахме написано на една касета с някакви рисунки. Изглеждаше добре и започнахме да го използваме като наше име.“
Autechre записват и под множество псевдоними, вероятно като начин да избягат от вниманието на медиите и маниакалните фенове. Един от най-ранните записи на дуото е 12" плоча, издадена през 1991 под името Lego Feet за Skam Records. Друг предполагаем техен прякор е Gescom.

## Дискография

### Албуми
- Incunabula (1993)
- Amber (1994)
- Tri Repetae (1995)
- Chiastic Slide (1997)
- LP5 (1998)
- Confield (2001)
- Draft 7.30 (2003)
- Untilted (LP, Warp Records, 18 април 2005)
- Quaristice (2008)
- Oversteps (2010)
- Exai (2013)
- elseq 1 – 5 (2016)
- NTS Sessions 1 – 4 (2018)
- Sign (2020)

### EPи Сингли
- Cavity Job (1991)
- Basscadet (1993)
- Anti EP (1994)
- Garbage (1995)
- Anvil Vapre (1995)
- We R Are Why / Are Y Are We? (1996)
- Envane (1997)
- Cichli Suite (1997)
- Peel Sessions (1998)
- EP7 (1999)
- Splitrmx12 (1999)
- Peel Sessions 2 (2000)
- Gantz Graf (2002)